# NGC 5660
NGC 5660 est une galaxie spirale intermédiaire située dans la constellation du Bouvier. Sa vitesse par rapport au fond diffus cosmologique est de 2 449 ± 11 km/s, ce qui correspond à une distance de Hubble de 36,1 ± 2,5 Mpc (∼118 millions d'al). NGC 5660 a été découverte par l'astronome germano-britannique William Herschel en 1787.
Le professeur Seligman et Wolfgang Steinicke classent cette galaxie comme une spirale barrée, mais on voit à peine le début d'une barre sur l'image obtenue des données du relevé SDSS. La classification de spirale intermédiaire des bases de données NASA/IPAC et HyperLeda semble mieux décrire NGC 5660.
La classe de luminosité de NGC 5660 est III et elle présente une large raie HI. En raison d'une brillance de surface égale à 14,02 mag/am2, on peut qualifier NGC 5660 de galaxie à faible brillance de surface (LSB en anglais pour low surface brightness). Les galaxies LSB sont des galaxies diffuses (D) avec une brillance de surface inférieure de moins d'une magnitude à celle du ciel nocturne ambiant.
À ce jour, huit mesures non basées sur le décalage vers le rouge (redshift) donnent une distance de 17,625 ± 7,988 Mpc (∼57,5 millions d'al), ce qui est nettement à l'extérieur des valeurs de la distance de Hubble. Puisque cette galaxie semble relativement rapprochée du Groupe local, cette distance est peut-être plus près de sa distance réelle que la distance de Hubble. Notons que c'est avec la valeur moyenne des mesures indépendantes, lorsqu'elles existent, que la base de données NASA/IPAC calcule le diamètre d'une galaxie et qu'en conséquence le diamètre de NGC 5660 pourrait être d'environ 33,6 kpc (∼110 000 al) si on utilisait la distance de Hubble pour le calculer.

## Groupe d'IC 1029
Selon A. M. Garcia, NGC 5660 fait partie du groupe d'IC 1029. Ce groupe de galaxies compte au moins 11 membres. Les autres galaxies du groupe sont NGC 5602, NGC 5673, NGC 5676, NGC 5682, NGC 5689, NGC 5693, NGC 5707, IC 1029 et UGC 9426. La onzième galaxie mentionnée par Garcia est NGC 5624, mais son appartenance à ce groupe est incertaine.
Abraham Mahtessian mentionne aussi ce groupe, mais sa liste ne comprend que six galaxies : NGC 5660, NGC 5673, NGC 5676, NGC 5689, NGC 5693 et IC 1029.